# ليبرالية إسلامية
ظهرت العديد من الحركات الفكرية التي توصف بأنها ليبرالية إسلامية. والتي تنظر إلى الإسلام بأنه ينادى بقيم الحرية وحقوق الإنسان والمساواة الليبرالية وفصل الدين عن الدولة وغيرها من المبادئ التي توصلت إليها الحضارة الغربية حديثا، بيد أنه نادى بها من قبل ذلك بزمن بعيد ومن قلب صحراء لم تعرف معنى الحضارة المدنية. فيرون أنه كحركة سياسية واجتماعية ودينية وفلسفية شاملة. وغالبا ما تدعو تلك الحركات للتحرر من سلطة رجال الدين والفصل بين آراء رجال الدين الإسلامي وبين الإسلام ذاته، ويميلون لإعادة تفسير النصوص الدينية وعدم الأخذ بتفسيرات رجال الدين القدامى للقرآن والسنة، حيث يرون أن الإسلام بعد تنقيته من هذه الآراء والتفسيرات فإنه يحقق الحرية للأفراد خاصة فيما يتعلق بحرية الرأي والتعبير وحرية الاعتقاد.
يؤكد المسلمون الليبراليون على تعزيز القيم التقدمية الغربية مثل الديمقراطية، والمساواة بين الجنسين، وحقوق الإنسان، وحقوق المثليين والمغايرين جنسيًا، وحقوق المرأة، والتعددية الدينية، والزواج بين الأديان، حرية التعبير، وحرية الفكر، وحرية الدين. معارضة الثيوقراطية والرفض التام للإسلام السياسي والأصولية الإسلامية ويطالبون بدولة علمانية وليست إسلامية. ونظرة حديثة في علم الكلام الإسلامي وأخلاقه والشريعة والثقافة والتقاليد والممارسات الشعائرية الأخرى في الإسلام . يؤكد الإسلام الليبرالي على إعادة تفسير الكتب الإسلامية من أجل الحفاظ على أهميتها في القرن الحادي والعشرين. من ناحية أخري يري علماء الإسلام وبعض المسلمين أتباع الإسلام الليبرالي بأنهم "كفار" و"زنادقة"، وأن الإسلام والليبرالية نقيضان لا يجتمعان.
وجد هذا التيار مجموعة كبيرة من الأفكار الليبرالية داخل الإسلام. سماه البعض بـالإسلام الاجتهادي وسماه آخرون بالإسلام التقدمي، ولكن البعض الآخر يرى أن الإسلام الإصلاحي التقدمي والإسلام الليبرالي هما حركتان مختلفتان ضمن دين الإسلام. ويرى آخرون أن الإسلام الليبرالي على أنه امتداد لحركة الإسلام التقدمي لتي بدأها جمال الدين الأفغاني ومحمد عبده ومحمد رشيد رضا وآية الله الشيخ إياد الركابي كمؤوسس للفكر الليبرالي في الإسلام وفي العصر الحديث.
تعتمد هذه الحركات على الفلسفة التي تعتمد بشكل كبير على الاجتهاد. لا يعتمد الليبراليون المسلمون بالضرورة على التفسيرات الثقافية والتقليدية لفهم القرآن والحديث. والمسلمون الإصلاحيون عموماً يرون أنهم يعودون إلى مبادئ الأمة الإسلامية كما كانت في عصورها الأولى وعلى نية أخلاقية وتعددية من القرآن. تستخدم حركة الإصلاح التوحيد باعتباره المبدأ المنظم للمجتمع البشري، ومبدأ تبني على أساسه المعرفة الدينية والتاريخ والميتافيزيقيا وعلم الجمال والأخلاق والعلوم الاجتماعية والاقتصادية والنظام العالمي.

## النشأة
تقوم هذه الحركات داخل الإسلام لمحاولة إصلاح فهم المسلمين للإسلام، وليس محاولة لفصل المسلمين عن الإسلام. وعلى هذا النحو، فإنهم يؤمنون بالمبادئ الأساسية للإسلام، مثل العقيدة الإسلامية وأركان الإسلام الخمسة. المسلمون الليبراليون يؤمنون بأن وجهات نظرهم متوافقة تماماً مع تعاليم الإسلام. الفرق الرئيسي مع الرأي الإسلامي المتحفظ هو في تفسير كيفية تطبيق القيم الإسلامية الأساسية للحياة الحديثة.
المسلمون الليبراليون يركزون على استقلالية الفرد في تفسير القرآن والأخلاق بدلاً من التركيز على التفسير الحرفي للقرآن. هذا التفكير قد يكون له سابقة في التقاليد الصوفية والتصوف الإسلامي.
ومع ذلك، فإن هذا النهج الإصلاحي أدى إلى انتقاد المسلمون الليبراليون لمعظم أفعال المتطرفين المسلمين، بما في ذلك الإرهاب. تلك الانتقادات الخافتة من هذا القبيل كثيراً ما تعرضت لهجوم من قبل النقاد الغربيين، ولا سيما أولئك الذين يؤكدون أن هناك ما يسمى ب «صراع الحضارات».

## الأدبيات
يؤكد الليبراليون الإسلاميون أن لا تعارض بين مبادئ الليبرالية ومبادئ الإسلام حيث تقوم الليبرالية على:
- حرية الأعتقاد ويقرها الإسلام في قوله: وَقُلِ الْحَقُّ مِنْ رَبِّكُمْ فَمَنْ شَاءَ فَلْيُؤْمِنْ وَمَنْ شَاءَ فَلْيَكْفُرْ (سورة الكهف) وأيضا: وَأَرْسَلْنَاكَ لِلنَّاسِ رَسُولًا وَكَفَى بِاللَّهِ شَهِيدًا (79) مَنْ يُطِعِ الرَّسُولَ فَقَدْ أَطَاعَ اللَّهَ وَمَنْ تَوَلَّى فَمَا أَرْسَلْنَاكَ عَلَيْهِمْ حَفِيظًا (80) سورة النساء وأيضا في قولة: رَبُّكُمْ أَعْلَمُ بِكُمْ إِنْ يَشَأْ يَرْحَمْكُمْ أَوْ إِنْ يَشَأْ يُعَذِّبْكُمْ وَمَا أَرْسَلْنَاكَ عَلَيْهِمْ وَكِيلًا (54) سورة الإسراء وأيضا في قولة: وَبِالْحَقِّ أَنْزَلْنَاهُ وَبِالْحَقِّ نَزَلَ وَمَا أَرْسَلْنَاكَ إِلَّا مُبَشِّرًا وَنَذِيرًا (105) وَقُرْآَنًا فَرَقْنَاهُ لِتَقْرَأَهُ عَلَى النَّاسِ عَلَى مُكْثٍ وَنَزَّلْنَاهُ تَنْزِيلًا (106) قُلْ آَمِنُوا بِهِ أَوْ لَا تُؤْمِنُوا إِنَّ الَّذِينَ أُوتُوا الْعِلْمَ مِنْ قَبْلِهِ إِذَا يُتْلَى عَلَيْهِمْ يَخِرُّونَ لِلْأَذْقَانِ سُجَّدًا (107) سورة الإسراء
- حرية الفكر ويقرها الإسلام في قولة: ادْعُ إِلَى سَبِيلِ رَبِّكَ بِالْحِكْمَةِ وَالْمَوْعِظَةِ الْحَسَنَةِ وَجَادِلْهُمْ بِالَّتِي هِيَ أَحْسَنُ إِنَّ رَبَّكَ هُوَ أَعْلَمُ بِمَنْ ضَلَّ عَنْ سَبِيلِهِ وَهُوَ أَعْلَمُ بِالْمُهْتَدِينَ (125) سورة النحل
- التسامح ويقرها الإسلام في قولة: وَجَزَاءُ سَيِّئَةٍ سَيِّئَةٌ مِثْلُهَا فَمَنْ عَفَا وَأَصْلَحَ فَأَجْرُهُ عَلَى اللَّهِ إِنَّهُ لَا يُحِبُّ الظَّالِمِينَ (40) وَلَمَنِ انْتَصَرَ بَعْدَ ظُلْمِهِ فَأُولَئِكَ مَا عَلَيْهِمْ مِنْ سَبِيلٍ (41) إِنَّمَا السَّبِيلُ عَلَى الَّذِينَ يَظْلِمُونَ النَّاسَ وَيَبْغُونَ فِي الْأَرْضِ بِغَيْرِ الْحَقِّ أُولَئِكَ لَهُمْ عَذَابٌ أَلِيمٌ (42) وَلَمَنْ صَبَرَ وَغَفَرَ إِنَّ ذَلِكَ لَمِنْ عَزْمِ الْأُمُورِ (43) سورة الشورى
- أحترام كرامة الأنسان ويقرها الإسلام في قولة: وَلَقَدْ كَرَّمْنَا بَنِي آَدَمَ وَحَمَلْنَاهُمْ فِي الْبَرِّ وَالْبَحْرِ وَرَزَقْنَاهُمْ مِنَ الطَّيِّبَاتِ وَفَضَّلْنَاهُمْ عَلَى كَثِيرٍ مِمَّنْ خَلَقْنَا تَفْضِيلًا (70) سورة الأسراء
- ضمان حق الأنسان في الحياة ويقرها الإسلام في قولة: وَلَا تَقْتُلُوا أَنْفُسَكُمْ إِنَّ اللَّهَ كَانَ بِكُمْ رَحِيمًا (29) وَمَنْ يَفْعَلْ ذَلِكَ عُدْوَانًا وَظُلْمًا فَسَوْفَ نُصْلِيهِ نَارًا وَكَانَ ذَلِكَ عَلَى اللَّهِ يَسِيرًا (30) سورة النساء
- حرية التعبير ويقرها الإسلام في قولة: يَا أَيُّهَا الَّذِينَ آَمَنُوا لَا يَسْخَرْ قَومٌ مِنْ قَوْمٍ عَسَى أَنْ يَكُونُوا خَيْرًا مِنْهُمْ وَلَا نِسَاءٌ مِنْ نِسَاءٍ عَسَى أَنْ يَكُنَّ خَيْرًا مِنْهُنَّ وَلَا تَلْمِزُوا أَنْفُسَكُمْ وَلَا تَنَابَزُوا بِالْأَلْقَابِ بِئْسَ الِاسْمُ الْفُسُوقُ بَعْدَ الْإِيمَانِ وَمَنْ لَمْ يَتُبْ فَأُولَئِكَ هُمُ الظَّالِمُونَ (11) سورة الحجرات
- المساواة بين الجميع ويقرها الإسلام في قولة: يَا أَيُّهَا النَّاسُ إِنَّا خَلَقْنَاكُمْ مِنْ ذَكَرٍ وَأُنْثَى وَجَعَلْنَاكُمْ شُعُوبًا وَقَبَائِلَ لِتَعَارَفُوا إِنَّ أَكْرَمَكُمْ عِنْدَ اللَّهِ أَتْقَاكُمْ إِنَّ اللَّهَ عَلِيمٌ خَبِيرٌ (سورة الحجرات)
- المساواة امام القانون ويقرها الإسلام في قولة: وَإِنْ عَاقَبْتُمْ فَعَاقِبُوا بِمِثْلِ مَا عُوقِبْتُمْ بِهِ وَلَئِنْ صَبَرْتُمْ لَهُوَ خَيْرٌ لِلصَّابِرِينَ (126) سورة النحل
- الحياد امام جميع اطياف الشعب ويقرها الإسلام في قولة: سَمَّاعُونَ لِلْكَذِبِ أَكَّالُونَ لِلسُّحْتِ فَإِنْ جَاءُوكَ فَاحْكُمْ بَيْنَهُمْ أَوْ أَعْرِضْ عَنْهُمْ وَإِنْ تُعْرِضْ عَنْهُمْ فَلَنْ يَضُرُّوكَ شَيْئًا وَإِنْ حَكَمْتَ فَاحْكُمْ بَيْنَهُمْ بِالْقِسْطِ إِنَّ اللَّهَ يُحِبُّ الْمُقْسِطِينَ (42) سورة المائدة وأيضا: إِذْ دَخَلُوا عَلَى دَأوُودَ فَفَزِعَ مِنْهُمْ قَالُوا لَا تَخَفْ خَصْمَانِ بَغَى بَعْضُنَا عَلَى بَعْضٍ فَاحْكُمْ بَيْنَنَا بِالْحَقِّ وَلَا تُشْطِطْ وَاهْدِنَا إِلَى سَوَاءِ الصِّرَاطِ (22) سورة ص. وأيضا: يَا دَأوُودُ إِنَّا جَعَلْنَاكَ خَلِيفَةً فِي الْأَرْضِ فَاحْكُمْ بَيْنَ النَّاسِ بِالْحَقِّ وَلَا تَتَّبِعِ الْهَوَى فَيُضِلَّكَ عَنْ سَبِيلِ اللَّهِ إِنَّ الَّذِينَ يَضِلُّونَ عَنْ سَبِيلِ اللَّهِ لَهُمْ عَذَابٌ شَدِيدٌ بِمَا نَسُوا يَوْمَ الْحِسَابِ (26) سورة ص.

### الأدبيات الرئيسية
المبادئ المقبولة عموما عند المسلمين الليبراليين هي:-
- استقلالية الفرد في تفسير القرآن والحديث.[22]
- فحص أكثر حيوية وتنوعاً للنصوص الدينية، بدلاً من السوابق الإسلامية التقليدية.
- التساوي الكامل بين الذكر والأنثى في جميع أوجه الحياة.
- انفتاح أكثر مقارنة بالتيار المحافظ وخاصة في مسائل العادات واللباس والممارسات الشائعة والهندام.
- اللجوء إلى استعمال الفطرة، إضافة إلى الاجتهاد في تحديد الخطأ من الصواب.

## القضايا المثيرة للجدل
على مدى القرنين التاسع عشر والعشرين، بسبب المجتمعات الحديثة والتوقعات المتزايدة، قرر المسلمون الليبراليون إعادة تفسير القرآن. هذا صحيح بصفة خاصة للمسلمين الذين وجدوا أنفسهم يعيشون في البلدان غير الإسلامية. هؤلاء المسلمين يصفون أنفسهم بأنهم ليبراليون أو تقدميون أو الإصلاحيون. لكن بدلاً من الإيحاء بجدول أعمال محدد، تميل هذه المجموعات إلى أن الشروط التالية التي تتضمن مجموعة واسعة من وجهات النظر التي ممكن أن تخالف التفسيرات التقليدية والمحافظة للإسلام في العديد من المناطق. رغم عدم وجود توافق كامل في الآراء بين المسلمين الليبراليين على وجهات نظرهم، فإنها تميل إلى الموافقة على بعض أو كل المعتقدات التالية:

### الاجتهاد (إعادة تفسير القرآن)
- المسلمون الليبراليون غالباً ما لا يعتمدون على التفسيرات التقليدية للقرآن الكريم التي يجدونها متحفظة جداً، وهم يفضلون القراءات التي هي أكثر قدرة على التكيف مع المجتمع الحديث. معظم المسلمين الليبراليين يرفضون اشتقاق القوانين الإسلامية من القراءات الحرفية من آية قرآنية واحدة. وهم يرون أنه إذا تم إعطاء وجهة نظر شمولية إلى سياق القرن السابع الثقافي العربي ينفي مثل هذه التفسيرات الحرفية.
- المسلمون الليبراليون غالباً ما يتساءلون عن اعتمادية وقابلية تطبيق الحديث لأن معظم الشريعة الإسلامية التقليدية مستمدة منه بدلاً من النص القرآني، وذلك لوجود ثغرات كبيرة في المنهج التقليدي لاعتماد صحة الحديث ونسبه لرسول الإسلام، كما أن هناك فجوات هائلة في القضايا القانونية وقضايا الأسرة وغيرها.

### حقوق الإنسان
- معظم المسلمين الليبراليين يعتقدون أن الإسلام يشجع على مفهوم المساواة المطلقة بين جميع البشر، وأنها واحدة من المفاهيم المحورية. وبالتالي فإن خرق حقوق الإنسان أصبح مصدر قلق كبير لمعظم المسلمين الليبراليين.[24] العديد من البلدان ذات الأغلبية المسلمة قد وقعت المعاهدات الدولية لحقوق الإنسان ولكن تأثير هذه المعاهدات الدولية يبقى محدوداً إلى حد كبير في النظم القانونية المحلية.[25]
- المسلمين الليبراليين كثيرا ما يرفضون التفسيرات التقليدية للشريعة الإسلامية التي تسمح بملك اليمين وكل أشكال العبودية. فهم يرون أن الرق يعارض المبادئ الإسلامية المبنية على العدالة والمساواة وأن الآيات المتعلقة بالرق أو ملك اليمين كلها لا يمكن تطبيقها حالياً لاختلاف الزمان.[26][27]

### نظرية المساواة بين الجنسين

رمز الأنثوية الإسلامية

- مكانة المرأة في الإسلام والأدوار التقليدية للجنسين في الإسلام والأنثوية الإسلامية هي بعض القضايا الرئيسية التي يحاول المسلمون الليبراليون حلها أو دعمها.
- المسلمين الليبراليين كثيرا ما ينتقدون التفسيرات التقليدية للشريعة الإسلامية التي تسمح بتعدد الزوجات للرجال ولكن ليس بتعدد الأزواج للمرأة. على عكس التفكير الشائع الذي يدعي أن المسلمين الليبراليين يدعون إلى تعدد الأزواج، هم يدعون إلى رفض فكرة تعدد الأزواج أو الزوجات من أساسها.[29]
- الدليل على كراهة تعدد الزوجات والأمر بالزواج من واحدة فقط

يقول المولى عز وجل في سورة النساء: وَإِنْ خِفْتُمْ أَلَّا تُقْسِطُوا فِي الْيَتَامَى فَانْكِحُوا مَا طَابَ لَكُمْ مِنَ النِّسَاءِ مَثْنَى وَثُلَاثَ وَرُبَاعَ فَإِنْ خِفْتُمْ أَلَّا تَعْدِلُوا فَوَاحِدَةً أَوْ مَا مَلَكَتْ أَيْمَانُكُمْ ذَلِكَ أَدْنَى أَلَّا تَعُولُوا (3)
فيقول جل وعلا فإن خفتم ألا تعدلوا. فيكون الزواج من واحدة فقط. فتعدد الزوجات مرخص ولكن بشرط العدل بين الزوجات وإلا فتكون واحدة فقط.
ويقول المولى عز وجل أيضا في سورة النساء: وَلَنْ تَسْتَطِيعُوا أَنْ تَعْدِلُوا بَيْنَ النِّسَاءِ وَلَوْ حَرَصْتُمْ فَلَا تَمِيلُوا كُلَّ الْمَيْلِ فَتَذَرُوهَا كَالْمُعَلَّقَةِ وَإِنْ تُصْلِحُوا وَتَتَّقُوا فَإِنَّ اللَّهَ كَانَ غَفُورًا رَحِيمًا (129)
في هذه الأية الكريم يقول المولى جل وعلا لن تستطيعوا ان تعدلوا ولو حرصتم. وعلية يكون امر المولى جل وعلا في الأية السابقة نافذ بأنكم لن تستطيعوا ان تعدلوا فيكون المصرح بة من المولى جل وعلا زوجة واحدة
والدليل أيضا على ذلك بالقياس في قولة:
وَإِنْ كُنْتُمْ فِي رَيْبٍ مِمَّا نَزَّلْنَا عَلَى عَبْدِنَا فَأْتُوا بِسُورَةٍ مِنْ مِثْلِهِ وَادْعُوا شُهَدَاءَكُمْ مِنْ دُونِ اللَّهِ إِنْ كُنْتُمْ صَادِقِينَ (23) فَإِنْ لَمْ تَفْعَلُوا وَلَنْ تَفْعَلُوا فَاتَّقُوا النَّارَ الَّتِي وَقُودُهَا النَّاسُ وَالْحِجَارَةُ أُعِدَّتْ لِلْكَافِرِينَ (24)
شرط التعدد هو العدل بين الزوجات ويخبر المولى جل وعلا بأننا لن نستطيع ان نعدل بين النساء. فينتفى شرط التعدد وعلية لا يجوز التعدد إلا لمن يستطيع العدل بين الزوجات. ولن يستطيع أحد العدل بين الزوجات بخلاف الرسول الكريم صلى الله علية وسلم لأن المولى جل وعلا خص الرسول الكريم بخصائص ليست لأحد من المسلمين الحق فيها مثل:
وَمَا كَانَ لَكُمْ أَنْ تُؤْذُوا رَسُولَ اللَّهِ وَلَا أَنْ تَنْكِحُوا أَزْوَاجَهُ مِنْ بَعْدِهِ أَبَدًا إِنَّ ذَلِكُمْ كَانَ عِنْدَ اللَّهِ عَظِيمًا (53) سورة الاحزاب
وأيضا
يَا نِسَاءَ النَّبِيِّ لَسْتُنَّ كَأَحَدٍ مِنَ النِّسَاءِ إِنِ اتَّقَيْتُنَّ فَلَا تَخْضَعْنَ بِالْقَوْلِ فَيَطْمَعَ الَّذِي فِي قَلْبِهِ مَرَضٌ وَقُلْنَ قَوْلًا مَعْرُوفًا (32) سورة الأحزاب
فخصوصية زواج النبى صلى الله علية وسلم وخصوصية زوجاتة أمهات المؤمنين تخرج الرسول الكريم من حكم تعدد الزوجات وحكم تحديد الزوجات بحد أقصى أربعة زوجات.
- المسلمين الليبراليين كثيرا ما ينتقدون موضوع الميراث في الشريعة الإسلامية التقليدية حيث بموجبها تتلقى البنات نسبة أقل من الأبناء. المسلمون المحافظون يعتقدون أن هذا الحكم متوازن حيث أن للزوجة حق في مال زوجها في حين أن لا حق للزوج في مال زوجته.[30]
- معظم المسلمين الليبراليين يؤمنون بأن المرأة يمكن لها قيادة الدولة وبأن المرأة لا ينبغي أن تكون معزولة عن الرجال في المجتمع.[31] بعض المسلمين التقليديين أيضا يقبل المرأة كزعيمة للدولة طالما أن هذا لا يتعارض مع واجبها نحو أسرتها.
- بعض المسلمين الليبراليين يقبلون بالسماح للمرأة بأن تؤدي الصلاة في مجموعة مختلطة بدلاً من أن تؤدي الصلاة في أماكن مخصصة للمرأة في المسجد سواء كانت هذه الأماكن المخصصة وراء الرجال أو في مكان منفصل عن الرجال. ومع ذلك، تبقى هذه المسألة المثيرة للجدل.[32]
- بعض الأنثويات المسلمات يعارضن متطلبات الزي التقليدي للنساء المعروفة باسم الحجاب، على أساس أن أية ملابس محتشمة تكفي إسلامياً لكلٍ من الرجال والنساء، وهناك أخرى ات تقبلن بالحجاب، مشيرات إلى ميله إلى محو النوعية الجنسية للنساء، وبالتالي مساعدتهن على أن يعاملهن المجتمع على أنهن أشخاص بدلاً من أن يكنَّ زينة للعين. علاوة على ذلك، تفضل بعضهن ارتداء الحجاب باعتباره علامة واضحة على أنهن في الواقع مسلمات، في حين أنهن أنثويات أيضاً.

### العلمانية
- معظم المسلمين الليبراليين يؤيدون فكرة الديموقراطية العلمانية الحديثة بما فيها الفصل بين الدين والدولة وبالتالي يعارضون فكر الإسلام السياسي.[33]
- وجود أو تطبيق الشريعة الإسلامية هو موضع تساؤل من قبل العديد من الليبراليين. حجتهم غالباً ما تنطوي على المتغيرات من نظرية المعتزلة بأن القرآن الكريم هو كلام الله لظروف خاصة في وقت مبكر من الجالية المسلمة، والعقل يجب أن تستخدم لتطبيقه على سياقات جديدة.

### التسامح واللاعنف
- التسامح هو مبدأ أساسي آخر من المسلمين الليبراليين، الذين هم عادة أكثر تقبلاً لفكرة الحوار بين الأديان وتسوية النزاعات مع المجتمعات المحلية مثل اليهود والمسيحيين والهندوس وفصائل عديدة داخل الإسلام.[34]
- المسلمون الليبراليون هم أكثر تقبلاً لفكرة الجهاد على أساس «النضال الداخلي الروحي» بدلا من «الكفاح المسلح». فكرة اللاعنف هي فكرة سائدة في الفكر الإسلامي والليبرالي المدعوم من النص القرآني «{أُذِنَ لِلَّذِينَ يُقَاتَلُونَ بِأَنَّهُمْ ظُلِمُوا وَإِنَّ اللَّهَ عَلَى نَصْرِهِمْ لَقَدِيرٌ}» سورة الحج (22:39)

### الاعتماد على الدراسات العلمانية والعلمية
- الليبراليون المسلمين يميلون إلى التشكيك في صحة أسلمة المعرفة والعلوم (بما في ذلك ما يسمى بالاقتصاد الإسلامي، العلوم الإسلامية...إلخ)، ويرون أنها منفصلة عن مجالات المعرفة والعلوم الرئيسية الخاضعة للتحقيق العلمي. هذا الرأي نتيجة لكون كثير من المسلمين الليبراليين أيضا علمانيين، مما يجعلهم أكثر استعداداً لمنح الثقة للتيار العلماني. كما أنهم يرون أن نشر هذه المجالات هي مجرد خطوة دعائية من جانب المسلمين المحافظين والمسلمين السياسيون.[35]

## الحركات

### فيأمريكا الشمالية
- المسلمون التقدميون.[36]
- حركة «للناس الذين يفكرون».[37]
- اتحاد المسلمون الكنديين.[38]
- المؤتمر الكندي الإسلامي.[39]
- اتحاد المسلمون التقدمي.[40]

### فيروسياواتحاد الدول المستقلة
- حركة التجديد في اتحاد الدول المستقلة [41]
- اتفاق المسلمين

### فيأوروبا
- المسلمين الإصلاحيون البريطانيون [42]

## انتقادات
تعزو بعض المصادر المعارضة للليبرالية الإسلامية العديد من التوجهات المخالفة لما جاءت به من أفكار قد يعتبرها البعض خارخة عن الإسلام وتتلخص هذه الادعاءات وموقف المسلمون الليبراليون منها بما يلي:
- أفتى عضو اللجنة الدائمة للإفتاء الشيخ السعوديصالح بن فوزان بن عبد الله الفوزان عن الليبرالية في حزيران/ يونيو 2007:«إن المسلم هو المستسلم لله بالتوحيد، المنقاد له بالطاعة، البريء من الشرك وأهله، فالذي يريد الحرية التي لا ضابط لها إلا القانون الوضعي، هذا متمرد على شرع الله، يريد حكم الجاهلية، وحكم الطاغوت، فلا يكون مسلماً، والذي يُنكر ما علم من الدين بالضرورة، من الفرق بين المسلم والكافر، ويريد الحرية التي لا تخضع لقيود الشريعة، ويُنكر الأحكام الشرعية، ومن الأحكام الشرعية الخاصة بالمرأة، والأمر بالمعروف والنهي عن المنكر، ومشروعية الجهاد في سبيل الله، هذا قد ارتكب عدة نواقض من نواقض الإسلام، نسأل الله العافية. والذي يقول إنه «مسلم ليبرالي» متناقض إذا أريد بالليبرالية ما ذُكر، فعليه أن يتوب إلى الله من هذه الأفكار؛ ليكون مسلماً حقاً.[43]»
- يرى التيار المحافظ في الإسلام [وفقًا لِمَن؟]

أن مصطلح «مسلم ليبرالى» هو «صنيعة غربية» ولايوجد على أرض الواقع مثل هذه التسمية وأن من يحملون هذه الأفكار قد «ابتعدوا عن المبادئ الأساسية لدين الإسلام بسبب تأثرهم بالعالم الغربي».[بحاجة لمصدر]
- ويرى آخرون [وفقًا لِمَن؟]

أن مدعو الليبرالية الإسلامية لم يأتوا بجديد، حيث أن حقوق الفرد مكفولة في الشريعة الإسلامية. ويرون أن ادعاءاتهم لحرية الرأي والتعبير مجرد حجة للانقلاب على الشريعة، من خلال تصيد أخطاء الإسلاميين وتوضيفها لما يخدم أيدولوجياتهم.[بحاجة لمصدر]

## مسلمون ليبراليون
- أحمد القبانجي [44]
- جمال الدين الأفغاني[45]
- محمد عبده[46]
- أحمد لطفي السيد[47]
- عبد الرحمن الكواكبي[48]
- جمال البنا[49][50]
- نصر حامد أبو زيد [51]
- إياد جمال الدين [52]
- إياد الركابي [53]
- سعد زغلول [بحاجة لمصدر]
- طه حسين [بحاجة لمصدر]
- فرج فودة [بحاجة لمصدر]
- أحمد صبحي منصور [بحاجة لمصدر]
- خالد منتصر [بحاجة لمصدر]
- علي عبد الرازق [بحاجة لمصدر]
- خليل عبد الكريم [بحاجة لمصدر]
- درية شفيق [بحاجة لمصدر]
- ماجد صلاح الدين [بحاجة لمصدر]
- طارق حجي [بحاجة لمصدر]
- عبد الهادي الخواجة [بحاجة لمصدر]
- رضا أصلان [بحاجة لمصدر]
- نوال السعداوي